# 1993 CR1
1993 CR1 är en asteroid i huvudbältet som upptäcktes den 15 februari 1993 av de båda japanska astronomerna Seiji Ueda och Hiroshi Kaneda i Kushiro.
Asteroiden har en diameter på ungefär 5 kilometer och den tillhör asteroidgruppen Eunomia.